# Ottmar Rutz
Ottmar Rutz (* 15. Juli 1881 in Fürth; † 8. September 1952 in Garmisch-Partenkirchen) war ein deutscher Jurist, Publizist und Politiker. Rutz veröffentlichte zahlreiche Schriften über menschliche Erscheinungs- und Ausdruckstypen. Als Politiker gehörte er von 1924 bis 1928 dem Bayerischen Landtag als Abgeordneter an.

## Leben und Tätigkeit
Rutz war ein Sohn des Zollamtmannes und Gesangspädagogen Joseph Rutz und der Sängerin Klara Rutz. Der Vater entwickelte vor seinem Tod 1895 eine umfassende musikalische Typenlehre, ohne ein schriftlich niedergelegtes Theoriegebäude zu hinterlassen. Dieses zu schaffen wurde stattdessen die Lebensaufgabe des Sohnes. Nach dem Abitur 1900 am Wilhelmsgymnasium München war Rutz als Einjähriger beim 1. (bayerischen) Infanterie-Regiment »König« und studierte dann Rechts- und Staatswissenschaften an der Universität München. 1905 wurde er an der Universität Würzburg mit einer Dissertation über Die gesetzliche Befristung zum Dr. jur. et. rer. pol promoviert. Den juristischen Vorbereitungsdienst leistete er beim Amtsgericht und Landesgericht in München und beim Bezirksamt Berchtesgaden sowie der Regierung für Oberbayern ab. 1908 ließ er sich in München als Rechtsanwalt nieder.
1908 machte Rutz die Lehren seines Vaters zur physiologischen Bestimmung des Klangcharakters der menschlichen Stimme erstmals publik mit dem beim Beck Verlag erschienenen Werk Neue Entdeckungen von der menschlichen Stimme. In den folgenden vierzig Jahren legte Rutz zahlreiche weitere Monographien und Aufsätze vor, in denen er die „Typenlehre Rutz“ immer weiter differenzierte und über die Musik immer weiter hinausgreifende Theorien des Ausdrucks und der Physiognomik entwickelte. Fundament der Rutzschen Lehre bildete die Entdeckung, dass beim Singen und Sprechen nicht nur die Sprachorgane in Tätigkeit treten, sondern dass auch andere Teile des Körpers, wie die Rumpfmuskulatur, mitarbeiten. Rutz senior hatte als Tenor bemerkt, dass er in bestimmten Körperhaltungen bestimmte Werke besser singen konnte als in anderen Haltungen.
Von 1914 bis 1918 nahm Rutz als Oberleutnant der Reserve (Zugführer, Kompanieführer, Bataillonskommandeur) am Ersten Weltkrieg teil. 1918 gehörte er der Division Möhl an. 1919 beteiligte er sich an der Zerschlagung der Münchner Räterepublik. Anschließend war er politischer Referent beim Generalkommando München.
1920 nahm Rutz seine Rechtsanwaltspraxis wieder auf. Zugleich nahm er seine privaten Studien und seine Publikationstätigkeit zu Themen wie der Expressionslehre, Typenpsychologie und -physiologie, und Physiognomik wieder auf.
Politisch tat Rutz sich in den frühen 1920er Jahren als fanatischer Antisemit hervor. Er war Mitglied des Deutschvölkischen Schutz- und Trutzbundes, für den er am 6. Dezember 1919 die Leitung des Kreisverbandes Südbayern übernahm. Zum 1. Mai 1920 trat er der NSDAP bei (Mitgliedsnummer 1.045). Rutz hielt in den frühen 1920er Jahren zahlreiche öffentliche Vorträge in NSDAP-Versammlungen in München. So trat er am 24. April 1920 im Münchener Hofbräusaal als betont antisemitischer Diskussionsredner auf, der den »Kampf gegen das Judentum« forderte. Bei einer weiteren Veranstaltung mit Hitler gut drei Wochen später zog er sich allerdings durch seinen Vorschlag, bei der bevorstehenden Reichstagswahl die DNVP zu wählen, Hitlers Groll zu und wurde mit den Worten abgefertigt, »daß die Wahlparole einzig und allein die Parteileitung ausgibt«.
Rutz wurde damals mehrfach mit einem Wanderredner namens Ludwig Ferdinand Ruez (1885–1967) (manchmal fälschlicherweise auch Rucz und Ruetz geschrieben) verwechselt, der ebenfalls Mitglied im DVSTB und in der DAP / NSDAP war und für beide als Versammlungsredner agierte. So beispielsweise bereits am 27. Mai 1920 bei einer vom damaligen NSDAP-Vorsitzenden Anton Drexler geleiteten Kundgebung im Hofbräukeller, in der er über das Thema „Wucher- und Schiebertum“ sprach, ein Thema, mit dem er schon in den Wochen zuvor im Raum Rosenheim aufgetreten war. Dem Bericht der Münchener Neuesten Nachrichten zufolge war Ruez' Referat in dieser Versammlung eine „stundenlange antisemitische Hetzrede“. So erklärte er u. a. dass der „Judaismus“, worunter er auch die „christlichen Juden“ fasste das ganze Volk „vergiftet“ habe. Ludwig F. Ruez – der aber kein Rechtsanwalt, sondern kaufmännischer Angestellter war – befasste sich bei einer anderen Versammlung im Hofbräukeller am 30. September 1920 mit dem Talmud und wurde bei der Gelegenheit auch erstmals Adolf Hitler vorgestellt. Bei einer Wiederholung dieses Vortrags am 12. November 1920 im Hofbräuhaus endete die Versammlung damit, dass einige Angehörige des jüdischen Frontkämpferbundes von anwesenden Nationalsozialisten verprügelt wurden, nachdem sie gegen Rutz’ Ausführungen protestiert hatten, wonach der Talmud das Schänden nichtjüdischer Frauen gebieten würde. Ruez wurde daraufhin wegen Beleidigung angezeigt, aber das Verfahren wurde nach eigenen Angaben eingestellt. Ludwig Ferdinand Ruez geriet im Frühjahr 1921 in einen heftigen Konflikt mit dem Münchner Polizeipräsidenten Ernst Pöhner und fühlte sich auch von den Spartakisten so sehr verfolgt, dass er am 28. Juli 1921 von Hamburg aus nach Südamerika auswanderte und nur unter schwierigsten Bedingungen in Argentinien Fuß fasste.
Nach dem Hitler-Putsch distanzierte Rutz sich als Anhänger von Ernst Pöhner, der sich 1924 von der Partei abwandte, von der NSDAP.
Bei der Landtagswahl 1924 wurde Rutz für die Stimmkreise Mindelheim, Augsburg I und II in den Bayerischen Landtag gewählt, dem er bis 1928 als Abgeordneter angehörte. Nachdem Rutz im Landtag zunächst dem Völkischen Block angehört hatte, auf dessen Liste er ins Parlament gewählt worden war, wechselte er noch 1924 im Gefolge Pöhners zur Fraktion der Deutschnationalen Volkspartei (DNVP) und seit dem 27. März 1928 war er fraktionslos. Auch im Landtag hielt er antisemitische Reden.
Zum 1. März 1933 trat er erneut der NSDAP bei (Mitgliedsnummer 1.508.878).

## Schriften
- Die Rutz’schen Tonstudien und die Reform des Kunstgesangs. 1904.
- Die gesetzliche Befristung. Eine bürgerliche Untersuchung. München 1905. (Dissertation)
- Neue Entdeckungen von der menschlichen Stimme. 1908.
- Sprache, Gesang und Körperhaltung, Handbuch zur Typenlehre Rutz. C. H. Beck’sche Verlagsbuchhandlung, München 1911.
- Musik, Wort und Körper als Gemütsausdruck. Leipzig 1911.
- Bayernkämpfe. Einmarsch in Frankreich. Mit der Kavallerie in Flandern. Grabenkrieg vor Arras. 1917.
- Typenstimmbildung: Zugleich die neue Ausdruckskunst für Bühne und Konzert. Leipzig 1920.
- Menschheitstypen und Kunst. Jena 1921.
- Vom Ausdruck des Menschen. Lehrbuch der Physiognomik. Celle 1925.
- Grundlagen einer psychologischen Rassenkunde. Tübingen 1934.
- Neue Wege zur Menschenkenntnis. Kampen 1935.
- Die Rutz-Sieverssche Schallanalyse. In: Schweizerische Musikzeitung, 88 (1948), S. 422–425.